# Anaïs Reno
Anaïs Reno, née le 29 novembre 2003 à Genève en Suisse, est une chanteuse américaine de jazz.
Les critiques de jazz saluent en elle une jeune chanteuse qui « fournit une gamme incroyable de vocalisations riches », « une voix comme on n'en rencontre qu'une fois dans une vie »,  « un miracle en devenir » qui possède une autorité naturelle et un phrasé superbe et qui « d'une seule phrase peut rappeler Ella Fitzgerald »,,,,.
Le chanteur, pianiste et musicologue Michael Feinstein, spécialiste du répertoire du Great American Songbook, dit d'elle qu'elle est « un vrai prodige de la musique »,,.
Son premier album, enregistré en 2020 à l'âge de seize ans, reçoit un accueil très favorable : « Lovesome Thing est une réalisation somptueuse d'un talent émergent qui prendra certainement sa place au firmament du jazz dans les années à venir ». « Il s'agit d'un premier enregistrement mémorable de la part d'une jeune chanteuse au talent prodigieux ».

## Enfance
Anaïs Reno naît le 29 novembre 2003 à Genève en Suisse et déménage à l'âge de deux ans à Manhattan à New York aux États-Unis,,,.
Elle est la fille de deux musiciens professionnels. Son père, Camille Reno, est un ancien chanteur d'opéra canadien francophone qui a travaillé pendant seize ans comme chanteur d'opéra professionnel après des études d'architecture,,,,,,,. Après deux années passées dans la troupe de l'Opéra de Montréal, il s'installe en Europe et se produit en Suisse, en Italie, en Allemagne, en Irlande et en France, interprétant des rôles de baryton dans des opéras de compositeurs classiques comme Mozart et Niccolò Piccinni, ou romantiques comme Puccini, Bizet et Verdi,,,. Sa mère, Juliet Kurtzman, est une violoniste classique issue d'une famille qui compte de nombreux musiciens (dont Kathi, Jeffrey et Kenny Kurtzman, tous trois pianistes),,,,,.
Les parents d'Anaïs prennent conscience de ses capacités musicales lorsqu'ils l'entendent chanter, à l'âge de cinq ans seulement, A Whole New World, sa chanson préférée d'Aladdin,,. « Bien que son père ait cessé de chanter professionnellement lorsque Reno n'avait que deux ans, il a joué un rôle déterminant dans son développement en tant que chanteuse, non seulement en lui enseignant la technique, mais aussi en partageant son amour du chant ».

## Formation
Anaïs Reno étudie la musique dès l'âge de huit ans à la 92Y School of Music, dans l'Upper East Side à Manhattan, puis commence à étudier le chant avec son père, avec Sarah Tolar de la 92Y School of Music (à partir de 2013), ainsi qu'avec Joan Lader et l'Art Dramatique avec Lee Lobenhofer,,,. Elle est alors la seule chanteuse de jazz à bénéficier d'une des bourses Recanati-Kaplan de la 92Y School of Music, destinées aux élèves exceptionnellement doués et talentueux,,. Son professeur de chant la présente à la chanteuse Etta James alors qu'elle n'a que huit ans.
Après avoir été diplômée en 2021 de la Fiorello H. LaGuardia High School of Music & Art and Performing Arts à Manhattan,,,,,,,, la chanteuse suit, à partir de l'automne 2021, des cours de jazz vocal en tant que « Ella Fitzgerald Scholar » à la State University of New York at Purchase (SUNY Purchase),,,,, une université publique située à Purchase dans l'État de New York, à une quarantaine de kilomètres au nord-est de Manhattan.

## Passion pour le jazz
Son amour pour l'American Songbook et pour le jazz devient une réelle passion au début de son adolescence,. Elle cite comme influences Frank Sinatra, Ella Fitzgerald, Mel Tormé, Sarah Vaughan, Johnny Hartman et Carmen McRae,.
Anaïs aime collectionner les vieux disques et écouter ses musiciens préférés surtout en disque vinyle : elle possède, dans la chambre de son appartement à New York, de nombreux albums sur vinyle et Compact Disc de Frank Sinatra, Sarah Vaughan, Nat King Cole, Ella Fitzgerald, Duke Ellington, etc.
Selon Leigh Scheps « Il n'y a peut-être pas d'autre adolescente qui, en 2021, soit aussi obsédée par Frank Sinatra qu'Anaïs Reno ». Dans le cadre d'une interview en 2021, parcourant les locaux du Birdland Jazz Club où elle a fait ses débuts à l'âge de douze ans, Anaïs montre les photos d'artistes qui ornent les murs : « Ici, l'amour de ma vie, Frank Sinatra », lance-t-elle. Dans une autre pièce, elle désigne des prédécesseurs célèbres qui l'inspirent : Billie Holiday, Count Basie, Miles Davis, Sammy Davis Jr... « Je n'aspire pas à être exactement comme eux, car cela ne sert à rien. Ils étaient vraiment uniques en leur genre, mais j'aspire à me souvenir de la grande marque qu'ils ont laissée dans le monde ». L'écran de veille de son iPhone est une photo de Frank Sinatra.

## Carrière

### Premières années

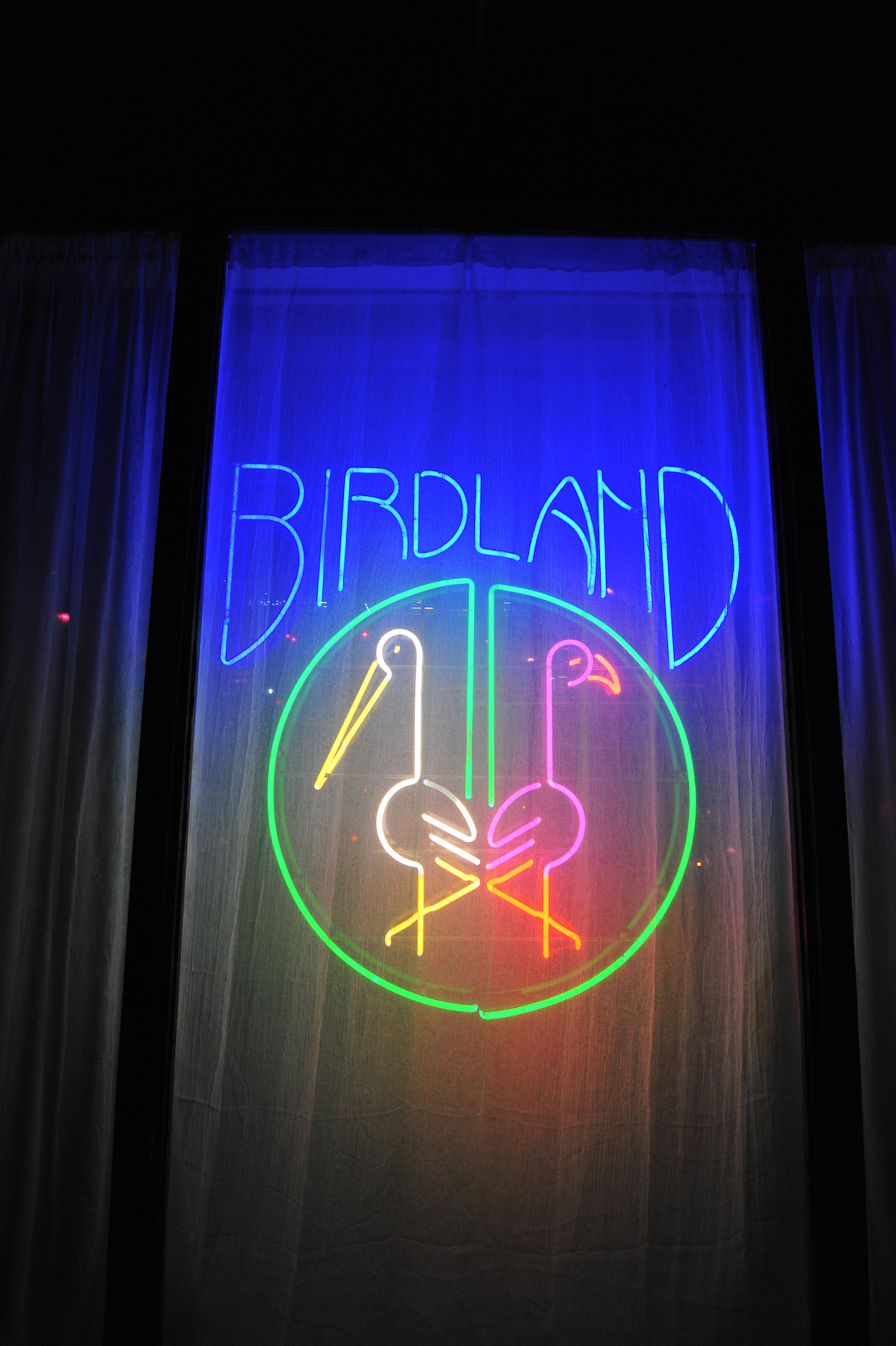
Birdland Jazz Club.

Anaïs Reno commence à se produire régulièrement à l'âge de 10 ans,, : elle a alors déjà l'occasion de se produire avec des professionnels de renom et dans des lieux de prestige.
À onze ans, elle fait partie du « Programme des très jeunes compositeurs de l'Orchestre philharmonique de New York » (New York Philharmonic's Very Young Composers program) et a l'occasion de se produire avec l'orchestre au David Geffen Hall pour interpréter deux de ses propres compositions,,,,,.
À douze ans, elle se produit lors de séances à micro ouvert (open mic sessions) au Birdland Jazz Club, un club de jazz légendaire à Times Square, et fait une très forte impression au propriétaire du club, Gianni Valenti, qui l'aidera plus tard à réunir le groupe pour enregistrer son premier album,,.
À treize ans, elle joue son premier concert en tant qu'artiste solo dans un club de jazz de New York, le club Feinstein's/54 Below : les dirigeants du club sont tellement impressionnés par ses capacités vocales qu'ils la programment pour trois spectacles solo,,. Anaïs Reno suit en ceci les traces de sa mère, qui a commencé à jouer du violon à l'âge de 7 ans, a rapidement été considérée comme une enfant prodige, a gagné des concours dès l'âge de dix ans et a fait ses débuts en tant que violoniste avec le Houston Symphony à l'âge de douze ans,. 
Anaïs Reno remporte le Platinum Award 2016 du concours Forte International au Carnegie Hall, la deuxième place au concours Great American Songbook Academy du chanteur, pianiste et musicologue Michael Feinstein à Carmel (Indiana) en 2018, et la première place au concours de la Fondation Mabel Mercer pour les élèves de l'enseignement secondaire à New York en 2019,,,,,,,,.
Elle se produit dans de nombreuses salles de jazz et de cabaret, dont le Friar's Club, le National Arts Club, le Players Club, le Carnegie Hall et la convention annuelle de cabaret au Jazz at Lincoln Center, et elle donne des concerts sold-out au club Feinstein's 54 Below et au Birdland Jazz Club,,,,,.
En 2019, Chris Struck, du site Cabaret Scenes, dit de cette jeune chanteuse de 16 ans qu'elle « fournit une gamme incroyable de vocalisations riches ».

### Pandémie etQuarantine Blues
En 2020, les salles de spectacle sont fermées en raison de la pandémie de covid-19 et Anaïs Reno en est réduite à se produire sur internet depuis sa chambre. Elle reconnaît avoir été déprimée par ces circonstances : « Pour être transparente, ça a eu des conséquences sur ma santé mentale ». Selon sa mère, « Elle a perdu un peu d'elle-même pendant cette période ».
Elle admet qu'elle n'est pas habituée à se produire sans l'adrénaline d'un public, mais elle s'adapte en développant de nouvelles compétences en matière de diffusion sur internet. Durant ce confinement, elle diffuse deux concerts gratuits via internet sur la scène virtuelle de la 92Y School of Music,. Le 27 juin 2020, accompagnée du pianiste Tedd Firth, elle donne, sur la scène virtuelle du 92Y, un concert en direct intitulé avec humour The Quarantine Blues, avec la musique de certains de ses compositeurs préférés comme Duke Ellington, Billy Strayhorn et Antônio Carlos Jobim,,. Le 30 septembre, elle revient sur la scène virtuelle du 92Y avec un concert gratuit en livestream, cette fois avec le directeur musical et pianiste Billy Stritch, lauréat d'un Grammy Award, avec lequel elle a ébloui le public au Birdland.
À l'automne 2020, elle remporte le prix Julie Wilson,,,.
Durant cette période de confinement, Anaïs Reno déclare au New York Times : « Cela peut sembler cliché, mais c'est sur scène que je me sens le plus moi-même ; je peux être libre physiquement et émotionnellement ».

### Premier album
Durant l'été 2020, à l'âge de 16 ans, en plein milieu de l'expérience du confinement, Anaïs Reno enregistre son premier album Lovesome Thing - Anaïs Reno Sings Ellington & Strayhorn, avec Emmet Cohen au piano, Russell Hall à la contrebasse, Kyle Poole à la batterie et Tivon Pennicott au saxophone,,,. La violoniste Juliet Kurtzman, qui est la mère d'Anaïs Reno, joue sur plusieurs morceaux,. L'album sort le 16 avril 2021 sous la référence HCD 3701 sur le label Harbinger Records distribué par Naxos of America,,,,.
L'album est consacré au répertoire de Duke Ellington et de Billy Strayhorn, qui ont collaboré pendant plusieurs décennies à partir de la fin des années 1930.
Il reçoit un accueil très favorable, certains critiques, comme Pierre Giroux du site All About Jazz, soulignant que cette jeune chanteuse prometteuse respire la confiance et « a un don pour la délicatesse fluide » : pour Giroux « les résultats sont plus qu'impressionnants ». Pour la journaliste de jazz Dee Dee McNeil « Vous entendez un morceau de son âme briller quand elle interprète I Ain't Got Nothin' but the Blues ».  Richard J. Salvucci, du site All About Jazz est très enthousiaste : « Quelle voix que celle de Mme Reno. Absolument saisissante, et Mood Indigo et Day Dream sont des véhicules exceptionnels pour montrer cette voix. L'ensemble de l'enregistrement laisse une impression de stupéfaction. L'écouter interpréter Strayhorn et Ellington n'est rien d'autre qu'une explosion. Quel extraordinaire premier enregistrement pour Mme Reno ».
L'album a atteint la sixième place du classement iTunes Top 40 U.S. Jazz Albums,,.

Les compositeurs qui ont inspiré l'album Lovesome Thing
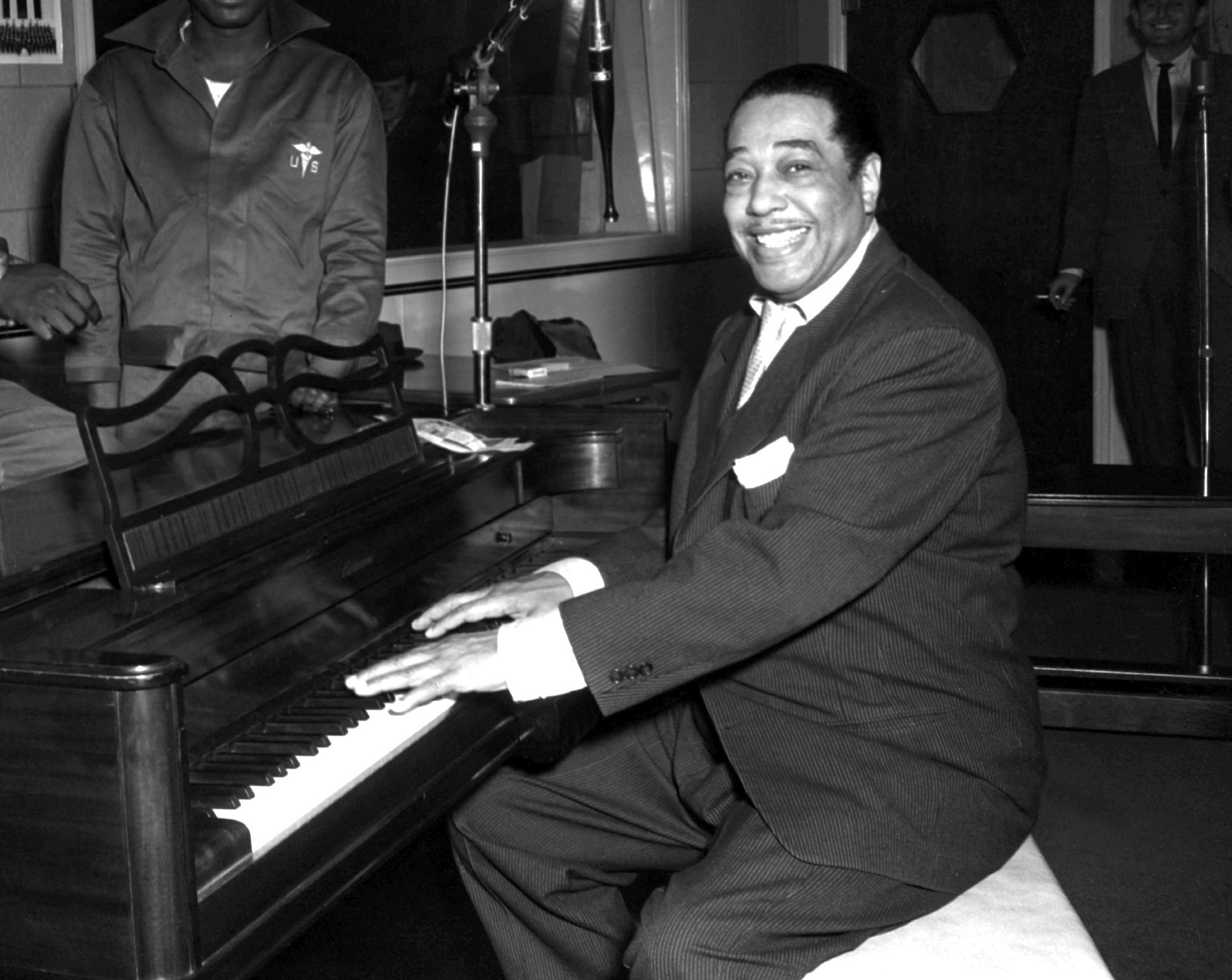
Duke Ellington, en 1954.
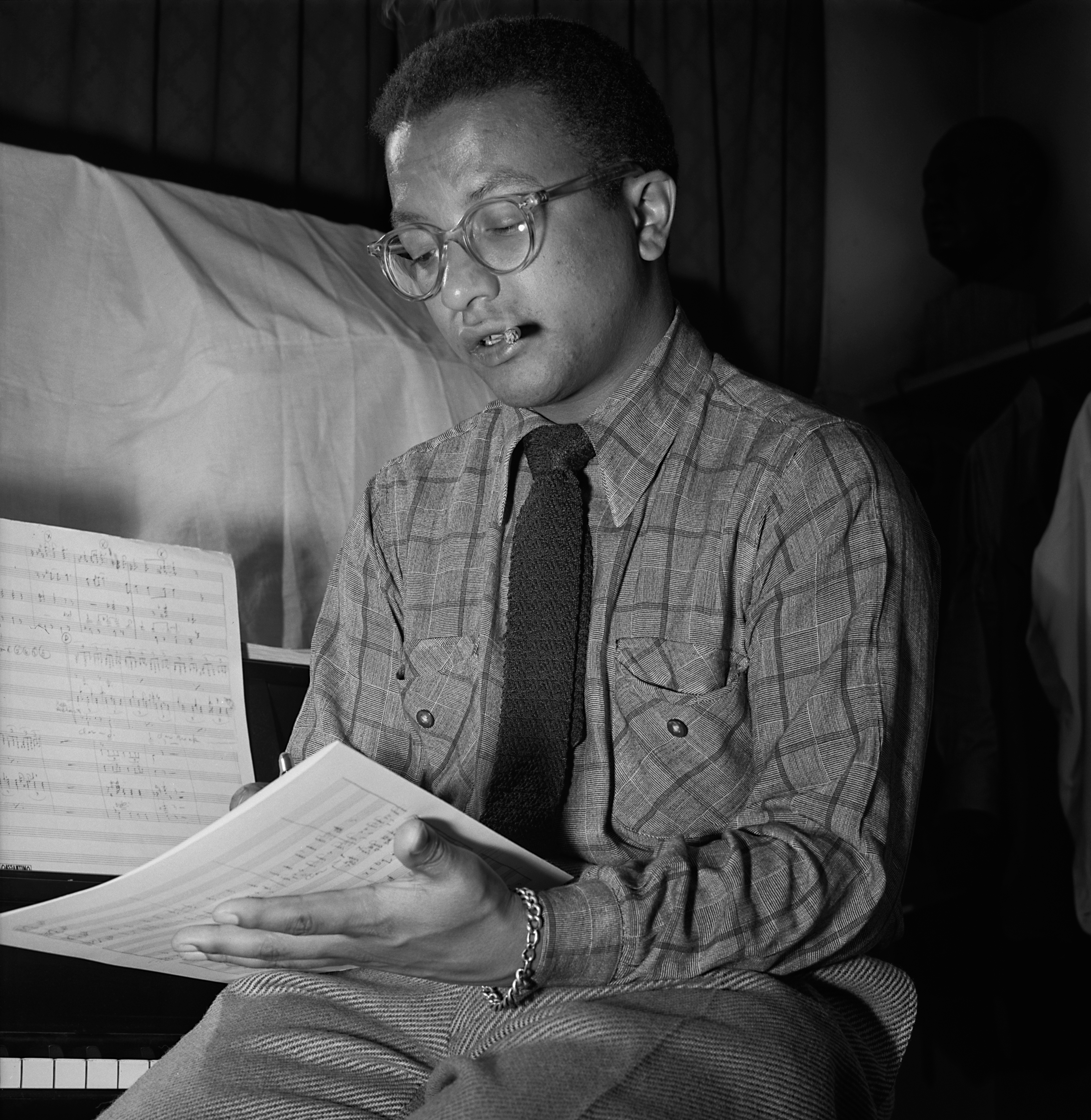
Billy Strayhorn, vers 1946-1948.

### Sortie de confinement
En août 2021, Anaïs Reno fait ses débuts à la salle de concert The Cutting Room à New York près de Madison Avenue avec le trio de Pete Malinverni, dont on notera qu'il est le directeur de la section jazz du conservatoire de musique de l'université de SUNY Purchase où elle commence ses études universitaires à l'automne de la même année,,,.
Dans les mois qui suivent, elle se produit à nouveau avec le trio de Pete Malinverni, comme par exemple au JazzFest White Plains, un festival où se produisent depuis 2011 des artistes de jazz du comté de Westchester et de New York,, ou au club Chelsea Table and Stage, à Chelsea (Manhattan).
Reno espère également pouvoir donner à nouveau des concerts au Birdland, qui a dû fermer un temps à cause de la pandémie et a été sauvé grâce à une collecte de fonds et à un concert de bienfaisance qui ont permis de récolter 411 000 dollars en janvier 2021 : « C'est là que ça me semble le plus naturel d'exister »,.

### Vingtième anniversaire des attentats du 11 septembre 2001
En ouverture d'une rencontre de Subway Series, devant un public composé de sauveteurs, de membres de 2001 de l'équipe du club de baseball des Mets de New York, et avec les équipes actuelles des Mets et des Yankees se tenant côte à côte, Anaïs Reno chante l'hymne patriotique America the Beautiful le 11 septembre 2021 dans un stade comble au Citi Field dans le Queens à New York à l'occasion du vingtième anniversaire des attentats du 11 septembre 2001,.
Quand la chanteuse de 17 ans termine l'hymne, le public qui emplit le stade se met à chanter USA.

## Accueil critique
Dès 2019, Ron Forman, du Magazine of the American Songbook Association, souligne qu'« Anaïs Reno, jeune prodige de 15 ans, fait preuve de la prestance et des capacités vocales d'une artiste de cabaret chevronnée ». Après avoir souligné la qualité de son phrasé et de son jeu de scène, il conclut : « Je suivrai sa carrière car elle a l'étoffe d'une future star ».
Dick Metcalf, du site Contemporary Fusion Reviews, voit en Anaïs Reno « l'un de ces talents qui portera sa génération en avant » : « un talent absolument incroyable, en particulier pour une jeune de 17 ans ».
Stephen Mosher, du site Broadway World, souligne que « C'est une voix qu'on ne rencontre qu'une fois dans une vie, si rare, si exquise, avec une profondeur qui va au-delà de la musicalité conférée à une chanteuse qui a gagné à la loterie génétique, avec un instinct et une technique d'interprétation parfaitement équilibrés - c'est la Sainte Trinité qui crée une chanteuse capable de faire le genre de choses que fait Anais ». « Elle est un miracle en devenir extrêmement humain. Elle est simplement une chanteuse, comme toutes les autres chanteuses. Elle est juste très, très douée pour ça ».
Joe Ross rappelle qu'Anaïs Reno est annoncée par le New York Times comme l'une des « vedettes de cabaret de la prochaine génération » (the Next Generation of Cabaret Showstoppers) et souligne que « d'une seule phrase, Reno peut rappeler Ella Fitzgerald, ce qui est étonnant pour une jeune femme qui étudie encore la musique, le théâtre et les arts du spectacle dans un lycée de Manhattan » : il conclut « C'est pourquoi je vois cette chanteuse très talentueuse et pleine d'avenir aller loin ».
Pour Suzanna Bowling, éditrice des Times Square Chronicles, « Anaïs Reno est un véritable phénomène. Son raffinement et son éthique de travail la distinguent de la plupart des gens de son âge. Mais il serait erroné de la juger uniquement parce qu'elle est si accomplie à un si jeune âge. Il est plus approprié d'écouter ses performances exceptionnelles en tant qu'artiste raffinée, indépendamment de son jeune âge ».
Pour Marc Phillips, sur The Vinyl Anachronist : « Si elle excelle à être blue (triste), elle peut aussi se lâcher et swinguer comme n'importe quelle chanteuse de jazz devant un big band ».
À la fin du mois de décembre 2021, Tony Zambito, du site Jazz Buffalo, cite l'album Lovesome Thing parmi ses 20 albums de jazz favoris de l'année 2021.
En juin 2022, Kevin Vavasseur, du site Stage and Cinema, commente de façon flatteuse la performance d'Anaïs Reno dans la revue Broadway By The Year : « Le spectacle a pris une tournure surprenante et joyeuse lorsque la jeune prodige musicale de dix-huit ans, Anaïs Reno, est montée sur scène. Avec une carrière de chanteuse de jazz qui fait déjà l'envie de chanteurs de plusieurs années son aîné, la jeune Ms. Reno a prouvé qu'elle méritait tout le battage médiatique avec sa performance luxuriante, jazzy et d'une grande maturité pour son âge du titre Stardust ».

## Discographie
- 2021 : Lovesome Thing - Anaïs Reno Sings Ellington & Strayhorn, avec Emmet Cohen au piano, Russell Hall à la contrebasse, Kyle Poole à la batterie, Tivon Pennicott au saxophone et Juliet Kurtzman au violon.

## Prix et distinctions
- 2016 : deux awards de la Forte International Competition, au Carnegie Hall :
  - Platinum Award dans la catégorie voix[14],[19],[29],[34],[28],[49] ;
  - Most Expressive Performer Award[49] ;
- 2018 : deuxième place au concours « Great American Songbook Academy » de Michael Feinstein, Carmel (Indiana)[6],[13],[14],[26],[28] ;
- 2019 : première place au concours « Adela and Larry Elow American Songbook High School Competition » de la Fondation Mabel Mercer, New York[14],[19],[34],[36],[35],[28],[25],[50] ;
- 2020 : prix Julie Wilson[6],[14],[19],[34],[35].